# Simon Fournier
Simon Fournier (Montréal, 26 maggio 1997) è uno sciatore alpino canadese, vincitore della Nor-Am Cup nel 2024.

## Biografia
Attivo in gare FIS dal dicembre del 2013, in Nor-Am Cup Fournier ha esordito il 10 dicembre 2014 a Lake Louise in discesa libera (63º), ha colto il primo podio il 13 dicembre 2018 a Panorama in slalom speciale (3º) e la prima vittoria il giorno successivo nelle medesime località e specialità. Ha debuttato in Coppa del Mondo il 18 dicembre 2018 a Levi in slalom speciale, senza qualificarsi per la seconda manche, e ai Campionati mondiali a Åre 2019, dove si è classificato 30º nello slalom gigante e 24º nello slalom speciale. Nella stagione 2023-2024 ha vinto la Nor-Am Cup; non ha preso parte a rassegne olimpiche.

## Palmarès

### Nor-Am Cup
- Vincitore della Nor-Am Cup nel 2024
- Vincitore della classifica di slalom gigante nel 2024
- Vincitore della classifica di slalom speciale nel 2019
- 15 podi:
  - 5 vittorie
  - 7 secondi posti
  - 3 terzi posti

#### Nor-Am Cup - vittorie
| Data             | Località     | Paese       | Specialità |
| ---------------- | ------------ | ----------- | ---------- |
| 13 dicembre 2018 | Panorama     | Canada      | SL         |
| 15 dicembre 2018 | Panorama     | Canada      | GS         |
| 3 gennaio 2019   | Camp Fortune | Canada      | SL         |
| 12 dicembre 2023 | Beaver Creek | Stati Uniti | GS         |
| 14 dicembre 2023 | Beaver Creek | Stati Uniti | SL         |

Legenda:

GS = slalom gigante

SL = slalom speciale

### Campionati canadesi
- 3 medaglie:
  - 2 ori (slalom  speciale nel 2020; slalom  speciale nel 2022)
  - 1 argento (slalom  speciale nel 2019)